# SN 1996ae
SN 1996ae – supernowa typu IIn odkryta 21 maja 1996 roku w galaktyce NGC 5775. W momencie odkrycia miała maksymalną jasność 16,50m.